# Luis Rivera Novo
Luis Manuel Rivera Novo es un ingeniero y empresario español, otrora alto ejecutivo del grupo hispano Endesa.
De profesión es ingeniero de caminos, canales y puertos por la Universidad Politécnica de Madrid de su país natal. También obtuvo una Maestría en Administración de Negocios (MBA) en el INSEAD.
Fue socio de McKinsey & Company, empresa a la que llegó en 1986 y en la que se dedicó a analizar el sector energético y financiero.
Llamado por el consejero delegado, Rafael Miranda, ingresó al grupo Endesa en 1997 año en que asumió la dirección general de planificación y medios. En los siguientes ejercicios desempeñó labores en la dirección corporativa de planificación y control, en recursos humanos y organización, además de participar en la dirección general de servicios.
En 1999 ingresó al directorio del holding chileno Enersis. En España fue miembro de los directorios de Auna y Sevillana de Electricidad, y presidente de Electra de Viesgo hasta su venta a la italiana Enel.
En 2002 fue nombrado en la presidencia de Endesa Chile en su calidad de consejero director general de Endesa Internacional, responsabilidad en la que permaneció hasta 2006, cuando, de mutuo acuerdo con la compañía, decidió acogerse a los esquemas de salida previstos para la Alta Dirección de Endesa.
Durante su administración la empresa andina inauguró la central hidroeléctrica Ralco, de unos US$ 570 millones, en el sur de Chile, y lanzó el megaproyecto HidroAysén.
A partir de 2007, actuó como senior advisor de KPMG en España. También ingresó como consejero independiente de Amper y como vicepresidente de la ONG Plan España y miembro de su Asamblea Internacional.
Entre 2009 y 2014 dirigió la Fundación José Manuel Entrecanales, para la innovación en sostenibilidad, que además de hacer una serie de actividades de acción social, actúa como business angel en empresas orientadas a la innovación y la sostenibilidad.
Del 4 de julio de 2014 al 30 de julio de 2015 desempeña el cargo de Presidente de la sociedad de inversión Bestinver S.A. perteneciente a Acciona.